# Limoeiro
Pour les articles homonymes, voir Limoeiro (homonymie).
Limoeiro est une ville brésilienne de l'est de l'État du Pernambouc.